# X-Men: Cei dintâi
X-Men: Cei dintâi (în engleză X-Men: First Class) este un film de acțiune regizat de Matthew Vaughn după un scenariu de Ashley Miller[*]. În rolurile principale au interpretat actorii James McAvoy, Michael Fassbender, Rose Byrne, Jennifer Lawrence, January Jones, Oliver Platt și Kevin Bacon.
A fost produs de studiourile 20th Century Fox și a avut premiera la 25 mai 2011, fiind distribuit de 20th Century Fox. Coloana sonoră a fost compusă de Henry Jackman[*]. 
Cheltuielile de producție s-au ridicat la 160.000.000 de dolari americani și a avut încasări de 353.624.124 de dolari americani.

## Distribuție
Au interpretat actorii:

James McAvoy
Michael Fassbender
Rose Byrne[*]
January Jones
Oliver Platt
Kevin Bacon
Nicholas Hoult
Jason Flemyng[*]
Lucas Till
Edi Gathegi
Caleb Landry Jones[*]
Zoë Kravitz[*]
Matt Craven[*]
Rade Šerbedžija
Ray Wise
Glenn Morshower[*]
Brendan Fehr[*]
Michael Ironside
Morgan Lily[*]
Hugh Jackman
Rebecca Romijn
Jennifer Lawrence
Álex González[*]
James Faulkner[*]
James Remar[*]
Bill Milner[*]
Corey Johnson
Ludger Pistor[*]
Aleksander Krupa[*]
Annabelle Wallis[*]
Sasha Pieterse[*]
Jason Beghe[*]
Tony Curran[*]
Randall Batinkoff[*]
Demetri Goritsas[*]
Neil Fingleton[*]
Gene Farber[*]
Wilfried Hochholdinger[*]
Don Creech[*]  .